# Mateusz Studziński (hokeista)
Mateusz Studziński (ur. 25 kwietnia 1997) – polski hokeista.

## Kariera klubowa
- SMS I Sosnowiec (2013-2015)
- SMS II Sosnowiec (2013-2015)
- Sokoły Toruń do lat 20 (2013-2017)
- Sokoły Toruń do lat 18 (2014/2015)
- SMS U20 Sosnowiec (2015-2017)
- Nesta Mires Toruń (2016-2017)
- GKS Katowice (2017-2018)
- Polonia Bytom (2018)
- MH Automatyka Gdańsk (2018-2020)
- KH Energa Toruń (2020-)

Wychowanek klubu MKS Sokoły Toruń. Absolwent NLO SMS PZHL Sosnowiec z 2016. W sezonie PHL 2016/2017 był zawodnikiem Nesty Mires Toruń. Od maja 2017 do stycznia 2018 zawodnik GKS Katowice. Od stycznia 2018 zawodnik Polonii Bytom. Pod koniec grudnia 2018 został zawodnikiem drużyny MH Automatyka Gdańsk. W 2020 przeszedł do KH Energi Toruń.

## Kariera reprezentacyjna
W barwach reprezentacji Polski do lat 18 uczestniczył w turniejach mistrzostwach świata juniorów do lat 18 w 2014 (Dywizja I), 2015 (Dywizja II). W barwach reprezentacji Polski do lat 20 uczestniczył w turnieju turniejach mistrzostw świata juniorów do lat 20 w 2016, 2017 (Dywizja IB). W marcu 2017 został powołany na zgrupowanie seniorskiej kadry Polski.

## Sukcesy
Klubowe
- Brązowy medal mistrzostw Polski juniorów: 2014, 2015 z Sokołami Toruń
- Finał Pucharu Polski: 2021 z KH Energa Toruń

Indywidualne
- Mistrzostwa świata do lat 18 w hokeju na lodzie mężczyzn 2015/II Dywizja#Grupa A:
  - Drugie miejsce w klasyfikacji średniej goli straconych na mecz: 2,0[9]
  - Czwarte miejsce w klasyfikacji skuteczności interwencji: 91,07%
- Mistrzostwa Świata Juniorów w Hokeju na Lodzie 2017/I Dywizja#Grupa B:
  - Piąte miejsce w klasyfikacji średniej goli straconych na mecz: 2,0[10]
  - Czwarte miejsce w klasyfikacji skuteczności interwencji: 90,53%